# Királydrongó
A királydrongó (Dicrurus macrocercus) a madarak osztályának verébalakúak (Passeriformes) rendjébe és a drongófélék (Dicruridae) családjába tartozó faj.
Régebben a szuahéli drongó (Dicrurus adsimilis) alfajaként sorolták be Dicrurus adsimilis macrocercus néven.

## Előfordulása
Afganisztán, Banglades, Bhután, Kambodzsa, Kína, India, Indonézia, Irán, Laosz, Malajzia, Mianmar, Nepál, Pakisztán, Szingapúr, Srí Lanka, Tajvan, Thaiföld és Vietnám területén honos.

## Alfajai
- Dicrurus macrocercus albirictus
- Dicrurus macrocercus cathoecus
- Dicrurus macrocercus harterti
- Dicrurus macrocercus javanus
- Dicrurus macrocercus macrocercus
- Dicrurus macrocercus minor
- Dicrurus macrocercus thai

## Megjelenése
Testhossza 28-31 centiméter.
|  |  |

## Életmódja
Tápláléka rovarokból áll.

## Külső hivatkozás
- Képek az interneten a fajról
- Ibc.lynxeds.com - videók a fajról